# Neomicroxus latebricola
Neomicroxus latebricola is een zoogdier uit de familie van de Cricetidae. De wetenschappelijke naam van de soort werd voor het eerst geldig gepubliceerd door Anthony in 1924.

## Verspreidingsgebied
De soort wordt aangetroffen in Ecuador.